# Хартли, Джастин
Джа́стин Скотт Ха́ртли (англ. Justin Scott Hartley, род. 29 января 1977, Ноксвилл, Иллинойс) — американский актёр. Наиболее известен ролями Фокса Крейна в мыльной опере «Страсти» и супергероя по имени Зелёная стрела в  фантастическом сериале «Тайны Смолвиля».

## Ранние годы
Хартли родился в Ноксвилле, штат Иллинойс, вырос в городке Орленд-Парк со своим братом Натаном и двумя сёстрами — Меган и Габриэлой. В средней школе Карла Сэндберга, Хартли был спортсменом: активно играл в баскетбол, бейсбол и футбол. Но получив травму, был вынужден оставить мечты о большом спорте. Окончив школу, он учился в двух университетах: Иллинойсском университете в Чикаго и Университете Южного Иллинойса в Эдуардсвилле; после обучения у него была двойная специальность — по театральному искусству и по истории.

## Карьера
Хартли играл Фокса Крейна в теледраме «Страсти» с 17 декабря 2002 года по 10 февраля 2006 года. В 2006 году Хартли довелось сыграть Аквамена, популярного в Америке супергероя, в пилотной серии телефильма «Аквамен», также известном, как «Риф прощения». Сериал так и не вышел на экраны, но пилотный выпуск вскоре попал в Интернет. Похожая судьба ждала медицинский телесериал «Austin Golden Hour», в котором Хартли успешно сыграл роль, но пилотная серия так и не вышла на экраны. В семи эпизодах телесериала канала CW «Тайны Смолвиля» Хартли сыграл миллиардера Оливера Куина (по совместительству, супергероя по прозвищу «Зелёная стрела»). В июне 2008 года CW подтвердили, что у Хартли теперь будет постоянная роль. Хартли стал третьим, кто играет Зелёную стрелу, и первым, кто сыграл его на телевидении.
Хартли, кроме карьеры на телевидении, также снимался и в кино. В 2005 году, он снялся в эпизодической роли в фильме «Race You to the Bottom». В 2008 году — в боевике «Красный каньон», съемки которого проходили в безлюдной пустыне Юты. А также в молодёжной комедии 2009 года «Весенний отрыв».
Осенью 2014 года Хартли вернулся к дневным мыльным операм, сменив Майкла Мюнея в роли Адама Ньюмана в «Молодые и дерзкие». В 2016—2022 годах он играл одну из главных ролей в сериале «Это мы».

## Личная жизнь
В 2003 году Хартли начал встречаться с актрисой Линдси Корман. Через шесть месяцев они объявили о своей помолвке, а 1 мая 2004 года сыграли скромную свадьбу. 6 мая 2012 года Линдси подала на развод, но официального подтверждения или опровержения информации о распаде семьи Хартли на тот момент не было. У Хартли и Линдси Хартли есть дочь — Изабелла Джастис.
В 2017 году женился на актрисе Кришелл Стаус, с которой встречался более двух лет. В ноябре 2019 года Хартли подала на развод, сославшись на непримиримые разногласия. Стоуз подала на расторжение брака в декабре 2019 года. Развод был оформлен 22 февраля 2021 года.
Хартли женился на своей коллеге по сериалу «Молодые и дерзкие»Софии Пернас в марте 2021 года.

## Фильмография
| Год       |     | Русское название                         | Оригинальное название      | Роль                         |
| --------- | --- | ---------------------------------------- | -------------------------- | ---------------------------- |
| 2002—2006 | с   | Страсти                                  | Passions                   | Фокс Крейн                   |
| 2005      | ф   | Кто первый к заднице прильнёт            | Race You to the Bottom     | Джо                          |
| 2006      | тф  | Ныряльщик                                | Aquaman                    | Артур Карри                  |
| 2006—2011 | с   | Тайны Смолвиля                           | Smallville                 | Оливер Куин / Зелёная Стрела |
| 2007      | с   | C.S.I.: Место преступления Нью-Йорк      | CSI: NY                    | Эллиотт Бивинс               |
| 2007      | с   | Детектив Раш                             | Cold Case                  | Майк Делани в 1982 году      |
| 2007      | тф  | —                                        | Spellbound                 | Дэнни                        |
| 2008      | ф   | Красный каньон                           | Red Canyon                 | Том                          |
| 2008      | с   | —                                        | Gemini Division            | Ник Корда                    |
| 2008      | кор | Золотой час Остина                       | Austin Golden Hour         | Ретт Кларк                   |
| 2009      | ф   | Весенний отрыв                           | Spring Breakdown           | Тодд                         |
| 2009      | ф   | —                                        | A Way with Murder          | Тед Роулингс                 |
| 2009      | тф  | Мегаразлом                               | MegaFault                  | Дэн Лейн                     |
| 2010      | ф   | Присевшие на прозак под знаком скорпиона | Scorpio Men On Prozac      | Билл Кинг                    |
| 2011      | с   | Чак                                      | Chuck                      | Уэсли Снейдер                |
| 2012      | с   | Касл                                     | Castle                     | Регги Старр                  |
| 2012      | с   | Зои Харт из южного штата                 | Hart Of Dixie              | Джесси Кинселла              |
| 2012—2013 | с   | Доктор Эмили Оуэнс                       | Emily Owens M.D.           | доктор Уилл Коллинз          |
| 2013      | с   | Мелисса и Джоуи                          | Melissa & Joey             | Ноа                          |
| 2013—2014 | с   | Месть                                    | Revenge                    | Патрик Осборн                |
| 2014      | тф  | —                                        | Damaged Goods              | Тим                          |
| 2014—2016 | с   | Любовницы                                | Mistresses                 | Скотт Тросман                |
| 2014—2016 | с   | Молодые и дерзкие                        | The Young and the Restless | Адам Ньюман                  |
| 2015      | ф   | Претендент                               | The Challenger             | Джеймс                       |
| 2016—2022 | с   | Это мы                                   | This Is Us                 | Кевин Пирсон                 |
| 2017      | ф   | Очень плохие мамочки 2                   | A Bad Moms Christmas       | Тай Свиндел                  |
| 2018      | ф   | В другой раз                             | Another Time               | Эрик Лазитер                 |
| 2019      | ф   | Мелкая                                   | Little                     | мистер Маршалл               |
| 2019      | с   | Девственница Джейн                       | Jane The Virgin            | в роли самого себя           |
| 2019      | ф   | Окей, Лекси!                             | Jexi                       | Броуди                       |
| 2020      | ф   | Охота                                    | The Hunt                   | дальнобойщик                 |
| 2020      | мс  | Робоцып                                  | Robot Chicken              | н/д                          |
| 2021      | ф   | Друг по обмену                           | The Exchange               | Гари Ротбауэр                |
| 2022      | ф   | Выпускной класс                          | Senior Year                | Блейн Бальбо                 |
| 2022      | ф   | Дневник Ноэль                            | The Noel Diary             | Джейк Тернер                 |